# Ciencia de la literatura
El término Ciencia de la literatura, habitualmente aceptado dentro del pensamiento contemporáneo, es por principio el marbete general que denomina, junto al de Ciencia del Lenguaje o Lingüística, una de las dos grandes series disciplinarias de la Filología, concebida ésta en su más amplio y pleno sentido. La serie disciplinaria de la Ciencia de la Literatura es resultado del paulatino desarrollo en la "ciencia real" de tres criterios, el diacrónico o histórico, el sincrónico o teórico-descriptivo y el aplicativo, es decir Historia de la literatura, Teoría de la literatura y Crítica literaria, así como todas las metodologías o especializaciones internas que estos suscitan, ya técnicamente transversales y compartidas como sobre todo la Comparatística o Literatura comparada, ya técnicamente restrictivas y particularizadoras como la Ecdótica o Crítica textual.
El término y concepto Ciencia de la Literatura (o por abreviación Ciencia literaria), especialmente establecido en los ámbitos científicos humanísticos románico y germánico, tiene su base fundamental en el concepto alemán de Literaturwissenschaft y vino progresivamente a sustituir el simple término Literatura, que haciendo una sola palabra del concepto que designa a la disciplina y de aquel otro que designa al objeto de la misma podía conducir o conducía a cierta confusión y, en cualquier caso, epistemológicamente no resultaba convincente. Este último problema es de larguísima tradición europea y no es el caso aquí a examinar.
La Ciencia literaria, tras la autonomización de la Estética, surge al amparo de la formación moderna en el pensamiento alemán del siglo XIX de aquello que preferentemente denominamos Ciencias Humanas según nacen, fundamentalmente, mediante la acción polémica y las grandes operaciones epistemológicas de la época. Esto es, sobre todo, las realizaciones de la escuela de Wilhelm Windelband y Heinrich Rickert y, por otra parte, de Wilhelm Dilthey, es decir respectivamente la Ciencia de la Cultura (Kulturwissenschaft) y las Ciencias del Espíritu (Geisteswissenschaften). Estas operaciones vinieron a resolver en buena medida el problema de continuidad entre la antigua tradición humanística (o lo que es lo mismo, los studia humanitatis y sus evoluciones), y la nueva situación que era preciso gestionar como consecuencia de la transformación de las ciencias durante el primer gran dominio positivista y la crisis poshegeliana.